# Adalbert Bezzenberger
Adalbert Bezzenberger, född 14 april 1851 i Kassel, död 31 oktober 1922, var en tysk filolog.
Bezzenberger studerade 1869–72 i Göttingen, 1873 i München, blev 1872 filosofie doktor och 1874 docent i Göttingen samt 1879 extra ordinarie professor där. År 1880 blev han professor i sanskrit och indoeuropeisk språkvetenskap i Königsberg, där han även var arkivarie vid provinsarkivet. Åren 1879–80 var han redaktör för "Göttingische gelehrte Anzeigen" och utgav från 1876 "Beiträge zur Kunde der indogermanischen Sprachen" (30:e bandet 1906). Han utgav också, från 1890, "Sitzungsberichte der Altertumsgesellschaft Prussia". 
Förutom nedanstående skrifter skrev Bezzenberger även många uppsatser i nämnda och andra tidskrifter, i vilka han behandlade dels språkvetenskapliga ämnen, dels Ostpreussens urhistoria och etnografi. Han utgav även Theodor Benfeys "Kleine Schriften" (1890–92), Whitley Stokes "Urkeltischer Sprachschatz“  (1894), "Urkunden betreffend die Erhebung Ostpreussens im Jahre 1813" (1894). Han var en framstående representant för den indoeuropeiska språkvetenskapen i allmänhet och en av de främsta kännarna av den lettiska folkfamiljens språk och urhistoria.